# Las Palmitas (Los Santos)
Las Palmitas es un corregimiento ubicado en el distrito de Las Tablas en la provincia panameña de Los Santos. En el año 2010 tenía una población de 2.075 habitantes y una densidad poblacional de 185,7 personas por km².

## Historia
Fue fundada el 3 de octubre de 1959.
Actualmente se encuentra la principal instalación estudiantil y Dirección Regional De Ifarhu de la provincia de Los Santos. 
Se celebra El Festival De la Cutarra desde el año 2017.
Fue ideado y creado por el Joven Eric Aurelio Córdoba urriola.
Apoyado por miembros fundadores como lo fueron.
Maestra Carmen Yaneth Barría de Cedeño, Alcibiades Antonio Amaya Solís, Denis Mela Nieto, Fulvia Juárez Amaya, Alicia  De González, Yuliana Gálvez, Orestes Hernández, Margarito García, Anadith González, Arelys González, Cristian Nieto.
Su primera Reina Fue Sofía Milagros González Jaén, quien fue coronada por la Primera Reina de Fundación del Corregimiento, Rosa Edelmira García.
Este Festival fue creado para resaltar el potencial artesanal del corregimiento, el cual cuenta con más de 7 talleres de confección del calzado típico de Panamá, como lo es la cutarras. Una prenda usada por el Hombre de campo para la faena diaria, hoy día utilizado por hombres y mujeres de todas las edades. 
Nuestros artesanos. 
Arcelio Hernández Deleon, 
Ismael Hernández Deleon, 
Euris Hernández, 
Ricardo Díaz, 
Elilin Hernández González, 
José Montenegro Peralta, 
Olmedo Díaz, 
Fidel Córdoba Salados y 
Euclides Meléndez, quien además también es artesano del tambor y cajas (instrumentos típicos musicales).

## Geografía física
De acuerdo con los datos del INEC el corregimiento posee un área de 11,1 km².

## Demografía
De acuerdo con el censo del año 2010, el corregimiento tenía una población de unos 2.057 habitantes. La densidad poblacional era de 185,7 habitantes por km². 